# Marc Buckland
Marc Buckland (...) è un regista e produttore televisivo statunitense.
Marc, come da lui dichiarato in una conferenza stampa, crede nel Karma. Uno degli episodi da lui diretti di Scrubs - Medici ai primi ferri ha come titolo Il mio Karma (My Karma, nella versione originale) e nell'episodio il protagonista si interroga sulla reale esistenza di questo.

## Filmografia
- Murder One (1996-1997), regista.
- Felicity, (1998), regista.
- The West Wing, (1999), regista.
- Sports Night, (1999), regista.
- Scrubs - Medici ai primi ferri, (2001-2003), regista.
- The Jake Effect, (2002), regista e co-produttore.
- Ed, (2000 - 2004), regista e co-produttore.
- My Name Is Earl, (2005-2009), regista e co-produttore.
- Love Bites, (2010), regista e co-produttore.
- Grimm, (2011), regista e co-produttore.